# Napoli d'altri tempi
Napoli d'altri tempi è un film del 1938 diretto da Amleto Palermi. Il film è stato girato negli studi di Cinecittà.

## Trama
Un giovane, commesso in un negozio di ferramenta nella Napoli del principio del 1900, appassionato di musica, compone nei momenti di libertà graziose canzoni senza trovare qualcuno disposto ad  aiutarlo per sfondare nel mondo dello spettacolo. Un'anziana signora è disposta a fare qualcosa per lui: lo introduce  nella famiglia di un facoltoso uomo d'affari, attratto dalle sue composizioni, che lo finanzia, assicurandogli in breve notorietà e ricchezza. Il giovane ama, riamato, la figliola dei suoi benefattori ma, per ragioni di differenza sociale, non può sposarla; tanto più che egli è un trovatello. Nella crisi che segue a questa sua delusione, la vecchia signora gli confessa di essere la sorella di sua madre e contribuisce a placare il suo animo con parole di rassegnazione. Il giovane sposerà Ninetta, brava ragazza del popolo, che lo ha sempre amato in silenzio.

## La critica
- "Forse dopo Gli uomini, che mascalzoni! non si era visto, in Italia, un film imbroccato in pieno come Napoli d'altri tempi. La prima parte è nel suo genere un vero gioiello, una cosa perfetta, un delizioso racconto, in cui le figure umane vere, gentili vivono entro un mondo che palpita e respira intorno ad esse, con quella scorrevole semplicità che al cinematografo è sempre il segno più felice della ispirazione. Pare che il piccolo romanzo, sia effettivamente una pagina autobiografica di un celebrato autore di canzonette in partenopeo, ma questo non ha importanza. Ha importanza la sincerità con cui la vita è stata colta, la grazia con cui è stata resa, attraverso una folla di dettagli dialettali e pittoreschi, ma di un pittoresco sempre amabile, sorvegliato e gentile. La scena del trasporto del pianoforte, il ritratto di Ninetta, la prima audizione dall'editore, la grande serata in casa della marchesa, per esempio, sono delle squisite vignette, a cui non c'è nulla da aggiungere e nulla da levare" (Filippo Sacchi, Corriere della Sera, 7 gennaio 1938)

## Frase di lancio
- "Tutta la musica di Napoli, dal suo sorgere al suo trionfo, attraverso la vita romanzata d'un autore "popolare"